# Trychosis neglecta
Trychosis neglecta là một loài tò vò trong họ Ichneumonidae.